# Adesio Lombardo
Adesio Rafael Lombardo Rossi, né le 2 février 1925, est un ancien joueur uruguayen de basket-ball. 

## Palmarès
- 3e des Jeux olympiques 1952
- Finaliste du championnat d'Amérique du Sud 1945
- Champion d'Amérique du Sud 1947
- Champion d'Amérique du Sud 1949